# Елютин, Михаил Михайлович
Михаил Михайлович Елютин (14 апреля 1938, Москва — 1992, Майкоп) — советский гитарист.

## Биография
Родился 14 апреля 1938 года в Москве, где проживал до 1968 года. С детства обучался музыке, игре на семиструнной гитаре, а затем овладел шестиструнной гитарой. Поддерживал дружеские отношения с семиструнником Сергеем Ореховым и шестиструнником Владимиром Дубовицким. Питал симпатию к их творчеству, многое играл из их репертуара. После переезда из Москвы в глубинку все его связи с известными музыкантами были потеряны. На долгие годы его постигло забвение, и он был известен лишь в южных регионах Кавказа и Кубани. Занимался только гитарой, имел учеников, писал для них свои пьесы, делал обработки. Выступал на местном радио. К его работам обращались местные музыканты Борис Дмитриевич Беляев и известный гитарист Виктор Федорович Иванов. Степень его таланта оценена всеми, кто соприкасался с его творчеством.
В 1987 году в Майкопе выступал Евгений Дмитриевич Ларичев, с которым встречался Михаил Михайлович Елютин. Ларичев, ознакомившись с работами Елютина, счёл его ведущим пропагандистом гитары. Одну из обработок Евгения Ларичева Михаил Елютин дополнил своей вариацией и был признан им соавтором произведения. Обработки Михаила Михайловича Елютина также нравились Валентине Георгиевне Фадеевой, с которой он переписывался, высылая ей свои работы. В 1989 году Валентина Фадеева выслала магнитофонную кассету, где она исполнила вальс из кинофильма «Мой ласковый и нежный зверь», переложенный для гитары Михаилом Михайловичем Елютиным.
К концу жизни талантливый гитарист все-таки получил негласное признание в мире гитарного искусства со стороны хотя бы нескольких известных музыкантов. Последние годы жизни жил в Адыгее. Многое было утеряно ранее его учениками. Скончался в 1992 году. Небольшая часть его работ сохранена и находится в забвении около двадцати лет и более.
Имеющиеся работы малоизвестного самородка: обработки, переложения, а также собственные сочинения очень оригинальны и разнообразны. Почти всюду тема продолжается вариацией, использованы блистательные пассажи, в зависимости от сложности. Есть простенькие пьесы, удобные для исполнения, есть сложные, для серьёзного исполнения. Много старинных романсов, музыка из кинофильмов, джазовые произведения, классические переложения